# Hans-Joachim Watzke
Hans-Joachim Watzke (ur. 21 czerwca 1959 roku w Marsberg) – niemiecki działacz sportowy związany z Borussią Dortmund.
Właściciel firmy Watex-Schutzbekleidungs GmbH. Od 2001 roku do 14 lutego 2005 był menadżerem Borussii Dortmund. Po aferze związanej z niedoszłym bankructwem drużyny z Westfalii odszedł z klubu. Powrócił na stanowisko 20 listopada 2005 roku.
Mieszka w Marsberg w Westfalii. Jest żonaty, ma dwoje dzieci.